# 天囷增十六
鯨魚座95，又名BD-01 469，HD 20559、SAO 130408、HR 992，是鯨魚座的一颗恒星，视星等为5.38，位于銀經182.52，銀緯-46.1，其B1900.0坐标为赤經3h 13m 15.3s，赤緯-1° -46.1′ 40″。